# Pietà (Le Greco, collection Niarchos)
La Pietà est une peinture à l'huile sur toile de 121 × 155,8 cm réalisée par Le Greco, représentation de l'épisode du Nouveau Testament de la déposition de Croix du Christ provoquant la douleur de sa Mère. Cette toile fait partie de la collection Niarchos et date de la décennie 1580-1590,.

## Description
Après avoir peint une première Pietà avant 1576, dans laquelle il s'était éloigné du nombre traditionnel de figures sous la Croix et avait changé le système de composition couramment adopté dans l'art, le Greco est revenu à l'approche conventionnelle du sujet. Dans la composition de cette toile, il se réfère aux motifs italiens. La figure du Christ ressemble à l'œuvre de Michel-Ange et l'image de Marie-Madeleine à droite présente les caractéristiques de la peinture vénitienne. Il y a une grande douleur sur le visage des femmes, mais c'est une douleur contenue. Marie tient la tête de son Fils et l'enlace du bras gauche regardant son visage pâle, tandis que Marie-Madeleine lui tient la main, le regard triste au loin.
La peinture appartient à la collection Niarchos ; elle a été achetée par Stávros Niárchos pour un montant de 120 millions d'anciens francs français (250 000 dollars américains), auprès de Georges Wildenstein, qui l'avait acquise en 1956 auprès de la famille du comte François de La Béraudière,.

## Expositions
Cette toile a été présentée au public à Paris à l'exposition Greco, du 16 octobre 2019 au 10 février 2020.